# 7,5 cm KwK 40
Il 7,5 cm KwK 40 (KwK stante per Kampfwagenkanone - letteralmente "cannone per veicolo da combattimento"), era un cannone da 75 mm usato durante la seconda guerra mondiale dalla Germania, derivato dal cannone anticarro su affusto ruotato 7,5 cm PaK 40. Il KwK 40 fu adoperato principalmente sul Panzer IV (modelli Ausf. F2 in poi) e sul cannone d'assalto Sturmgeschütz III (modelli Ausf. F in poi): in quest'ultima configurazione assumeva la denominazione Sturmkanone 40, abbreviata in StuK 40. Le munizioni erano accorciate così da permettere uno stivaggio più facile. Il KwK 40 era disponibile in due modelli: il primo presentava una canna da 43 calibri (lunga circa 3,2 metri) ed era designato L/43, il secondo da 48 calibri (circa 3,6 metri) ed era designato L/48. Tra PaK 40, KwK 40 e StuK 40, quest'arma è stata il cannone anticarro più prodotto dall'Esercito tedesco durante la seconda guerra mondiale. Il progetto e la produzione era opera della Rheinmetall-Borsig di Düsseldorf.
Il pezzo L/43 fu montata sui Panzer IV e StuG III da febbraio ad agosto 1942. Tutti i 225 Panzer IV Ausf. F2 montavano l'L/43 con un freno di bocca sferico. Qualche centinaio dei 1 687 Panzer IV Ausf. G usavano l'L/43 con freno di bocca a quattro aperture. Gli StuG III dotati di L/43 erano denominati Ausf. F ma solo 120 dei 366 mezzi di questa versione montarono il cannone L/43: ai restanti si preferì fornire, non appena divenuti disponibili, gli StuK 40 L/48. Allo stesso modo furono armati tutti gli StuG III Ausf. F/8 e gli Ausf. G.
La versione L/48 era più lunga di 334 mm dell'L/43, e marginalmente più potente. La L/48 rimase l'arma standard dal giugno 1942 fino alla fine della guerra. L'arma era dotata di un meccanismo di sparo elettrico e la culatta operava in maniera semi-automatica. Le munizioni erano solo del tipo fisso (cioè con bossolo e granata forniti in un unico pezzo).
Le seguenti unità erano dotate di L/48:
- Circa 6 000 Panzer IV (Ausf. G, H, J), sul totale dei circa 8 800 prodotti, usavano il KwK 40
- 7 720 Sturmgeschütz III Ausf. G, 246 Ausf. F e 250 Ausf. F/8
- Tutti i 1 139 Sturmgeschütz IV prodotti
- Tutti i 175 Marder III Ausf. H e tutti i 975 Ausf. M prodotti
- 780 dei 1 998 Jagdpanzer IV fabbricati

Come per il PaK 40, il freno di bocca del KwK 40 e dello StuK 40 subì vari cambiamenti. Furono usati cinque tipi diversi, via via aumentando la superficie. I modelli passarono dal tipo tubolare con doppia apertura al tipo a sfera ad apertura singola, che comunque si rivelò essere insufficiente a contenere il rinculo. Seguì un modello a doppia flangia nel maggio 1943, soppiantato da uno con flangia anteriore e disco posteriore dal marzo 1944; infine fu sviluppato il tipo a doppio disco.

## Munizioni

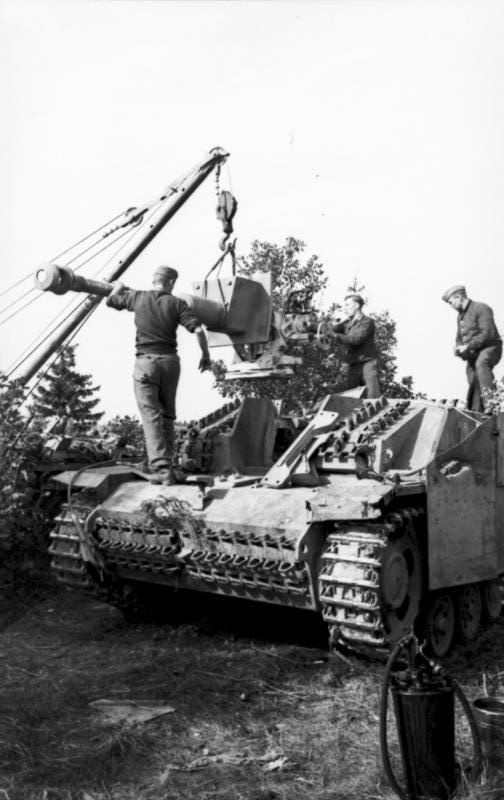
Manutenzione del cannone di uno StuG III

Il KwK 40 usava una cartuccia da 75 × 495 mm. R
- Panzergranate 39 KwK 40 (proiettile perforante ad alto esplosivo con capsula tenera e cappuccio tagliavento)
  - Velocità alla volata: 790 m/s
  - Granata: Panzergranate 39 (Pzgr. 39)
  - Peso della granata: 6,80 kg
  - Carica esplosiva: 18 g of RDX/wax
  - Spoletta: BdZ 5103 o BdZ 5103* nella base
  - Peso del colpo completo: 11,52 kg
  - Lunghezza del bossolo: 495 mm
  - Carica di lancio: 2,410 kg di Digl. R.P. G1
  - Innesco: elettrico, modello C/22 o C/22 St.
- Pzgr. Patr. 40 KwK 40 (proiettile perforante decalibrato rigido)
  - Velocità alla volata: 990 m/s
  - Granata: Panzergranate 40
  - Peso della granata: 4,10 kg
  - Carica esplosiva: assente
  - Spoletta: assente
  - Peso del colpo completo: 8,61 kg
  - Lunghezza del bossolo: 495 mm
  - Carica di lancio: 2,2 kg di Gu. R.P. 7,7
  - Innesco: elettrico, modello C/22 o C/22 St.
- Gr. Patr. 38 HL/B KwK 40 (HEAT - High Explosive Anti-Tank)
  - Velocità alla volata: 475 m/s
  - Granata: Gr. 38 HL/B
  - Peso della granata: 4,60 kg
  - Carica esplosiva:  0,51 kg di RDX/wax
  - Spoletta: A.Z. 38 St
  - Peso del colpo completo: 7,36 kg
  - Lunghezza del bossolo: 495 mm
  - Carica di lancio: 0,43 kg di Gu. Bl. P.-AO
  - Innesco: elettrico, modello C/22 o C/22 St.
- Gr. Patr. 38 HL/C KwK 40 (HEAT)
- 7,5 cm Sprgr.Patr.34 KwK 40 (Alto esplosivo) L/48
  - Velocità alla volata: 550 m/s
  - Granata: Sprgr. 34
  - Peso della granata: 5,75 kg
  - Explosive filler: 0,66 kg di amatol
  - Spoletta: kl. A.Z. 23 (0,15) umg. sulla punta
  - Peso del colpo completo: 8,71 kg
  - Lunghezza del bossolo: 495 mm
  - Carica di lancio: 0,755 kg di Gu. Bl. P.-AO
  - Innesco: elettrico, modello C/22 o C/22 St.

## Penetrazione
| Cannone             | Lunghezza della canna (mm) | Tipo di munizione | velocità alla volata (m/s) | Penetrazione (mm) | Penetrazione (mm) | Penetrazione (mm) | Penetrazione (mm) | Penetrazione (mm) |
| Cannone             | Lunghezza della canna (mm) | Tipo di munizione | velocità alla volata (m/s) | 100 m             | 500 m             | 1000 m            | 1500 m            | 2000 m            |
| ------------------- | -------------------------- | ----------------- | -------------------------- | ----------------- | ----------------- | ----------------- | ----------------- | ----------------- |
| 7,5 cm Kan. L/24    | 1766,5mm                   | K.Gr.Patr.rot.Pz  | 385                        | 41                | 39                | 35                | 33                | 30                |
| 7,5 cm StuK 40 L/43 | 3281mm                     | Pzgr. Patr.39     | 740                        | 99                | 91                | 82                | 72                | 63                |
| 7,5 cm StuK 40 L/48 | 3615mm                     | Pzgr. Patr.39     | 790                        | 106               | 96                | 85                | 74                | 64                |

## Usato su

### L/43
- Panzer IV Ausf. F2/G (Poca differenza tra i due modelli)
- SdKfz.142/1 Sturmgeschütz III (StuG III) Ausf. F

### L/48
- Panzer IV Ausf. G (tarda produzione del modello G)
- Panzer IV Ausf. H
- Panzer IV Ausf. J
- Sturmgeschütz III Ausf. F/8
- Sturmgeschütz III Ausf. G
- Sturmgeschütz IV